# Ренс
Ренс (њем. Rhens) град је у њемачкој савезној држави Рајна-Палатинат. Једно је од 86 општинских средишта округа Мајен-Кобленц. Према процјени из 2010. у граду је живјело 2.965 становника. Посједује регионалну шифру (AGS) 7137221.

## Географски и демографски подаци
Ренс се налази у савезној држави Рајна-Палатинат у округу Мајен-Кобленц. Град се налази на надморској висини од 65 метара. Површина општине износи 16,3 km². У самом граду је, према процјени из 2010. године, живјело 2.965 становника. Просјечна густина становништва износи 182 становника/km².

## Међународна сарадња
| Мјесто | Држава               | Врста сарадње | Од    |
| ------ | -------------------- | ------------- | ----- |
| Брамли | Уједињено Краљевство | партнерство   | 1986. |
| Извор  |                      |               |       |